# ويلسون (كارولاينا الشمالية)
ويلسون (بالإنجليزية: Wilson)‏ هي مدينة أمريكية ومركز مقاطعة ويلسون في ولاية كارولاينا الشمالية في الولايات المتحدة الأمريكية.

## التركيبة السكانية
حدّد مكتب تعداد الولايات المتحدة بيانات التركيبة السكانية لويلسون في تعداد الولايات المتحدة. في ما يلي، التركيبة السكانية حسب تعدادي 2000 و2010.

### تعداد عام 2000
بلغ عدد سكان ويلسون 44,405 نسمة بحسب تعداد عام 2000، وبلغ عدد الأسر 17,296 أسرة وعدد العائلات 11,324 عائلة مقيمة في المدينة. في حين سجلت الكثافة السكانية 536 نسمة لكل كيلومتر مربع (1,388.2/ميل2). وبلغ عدد الوحدات السكنية 18,660 وحدة بمتوسط كثافة قدره 225.3 لكل كيلومتر مربع (583.5/ميل2).
وتوزع التركيب العرقي للمدينة بنسبة 46.67% من البيض و47.53% من الأمريكيين الأفارقة و0.31% من الأمريكيين الأصليين و0.58% من الأمريكيين ذوي الأصول الآسيوية و0.02% من سكان جزر المحيط الهادئ و3.89% من الأعراق الأخرى و1.01% من عرقين مختلطين أو أكثر و7.29% من الهسبانيون أو اللاتينيون من أي عرق.
بلغ عدد الأسر 17,296 أسرة كانت نسبة 36.4% منها لديها أطفال تحت سن الثامنة عشر تعيش معهم، وبلغت نسبة الأزواج القاطنين مع بعضهم البعض 42% من أصل المجموع الكلي للأسر، ونسبة 19.3% من الأسر كان لديها معيلات من الإناث دون وجود شريك، بينما كانت نسبة 4.2% من الأسر لديها معيلون من الذكور دون وجود شريكة وكانت نسبة 34.5% من غير العائلات. تألفت نسبة 29.4% من أصل جميع الأسر من عدة أفراد يعيشون في نفس المنزل ونسبة 10.9% كانت تتألف من شخص يعيش بمفرده يبلغ من العمر 65 عاماً أو أكثر. وبلغ متوسط حجم الأسرة المعيشية 2.47، أما متوسط حجم العائلات فبلغ 3.06.
بلغ العمر الوسطي للسكان 35.1 عاماً. وكانت نسبة 26% من القاطنين تحت سن الثامنة عشر، وكانت نسبة 8.8% بين الثامنة عشر والرابعة والعشرين عاماً، ونسبة 28.3% كانت واقعةً في الفئة العمرية ما بين الخامسة والعشرين والرابعة والأربعين عاماً، ونسبة 21.3% كانت ما بين الخامسة والأربعين والرابعة والستين، ونسبة 11.9% كانت ضمن فئة الخامسة والستين عاماً فما فوق. يوجد لكل 100 أنثى 88.3 ذكر، ويوجد لكل 100 أنثى في الثامنة عشر من عمرها فما فوق 83.3 ذكر.
بلغ متوسط دخل الأسرة في المدينة 47,734 دولارًا، أما متوسط دخل العائلة فبلغ 60,000 دولارًا. وكان متوسط دخل الذكور 41,782 دولارًا مقابل 26,758 دولارًا للإناث. وسجل دخل الفرد الخاص بالمدينة 26,346 دولارًا. وكانت نسبة 3.7% من العائلات ونسبة 7.1% من السكان تحت خط الفقر، وكان من هؤلاء نسبة 9.8% تحت سن الثامنة عشر ونسبة 8% في الخامسة والستين من العمر وما فوق.

### تعداد عام 2010
بلغ عدد سكان ويلسون 49,167 نسمة بحسب تعداد عام 2010، وبلغ عدد الأسر 19,585 أسرة وعدد العائلات 12,556 عائلة مقيمة في المدينة. في حين سجلت الكثافة السكانية 593.5 نسمة لكل كيلومتر مربع (1,537.2/ميل2). وبلغ عدد الوحدات السكنية 21,870 وحدة بمتوسط كثافة قدره 264 لكل كيلومتر مربع (683.8/ميل2).
وتوزع التركيب العرقي للمدينة بنسبة 42.89% من البيض و47.86% من الأمريكيين الأفارقة و0.28% من الأمريكيين الأصليين و1.21% من الأمريكيين ذوي الأصول الآسيوية و0.04% من سكان جزر المحيط الهادئ و6.02% من الأعراق الأخرى و1.70% من عرقين مختلطين أو أكثر و9.37% من الهسبانيون أو اللاتينيون من أي عرق.
بلغ عدد الأسر 19,585 أسرة كانت نسبة 34.1% منها لديها أطفال تحت سن الثامنة عشر تعيش معهم، وبلغت نسبة الأزواج القاطنين مع بعضهم البعض 38.4% من أصل المجموع الكلي للأسر، ونسبة 20.8% من الأسر كان لديها معيلات من الإناث دون وجود شريك، بينما كانت نسبة 4.9% من الأسر لديها معيلون من الذكور دون وجود شريكة وكانت نسبة 35.9% من غير العائلات. تألفت نسبة 30.8% من أصل جميع الأسر من عدة أفراد يعيشون في نفس المنزل ونسبة 11.4% كانت تتألف من شخص يعيش بمفرده يبلغ من العمر 65 عاماً أو أكثر. وبلغ متوسط حجم الأسرة المعيشية 2.43، أما متوسط حجم العائلات فبلغ 3.03.
بلغ العمر الوسطي للسكان 37.2 عاماً. وكانت نسبة 25.3% من القاطنين تحت سن الثامنة عشر، وكانت نسبة 9.4% بين الثامنة عشر والرابعة والعشرين عاماً، ونسبة 25.4% كانت واقعةً في الفئة العمرية ما بين الخامسة والعشرين والرابعة والأربعين عاماً، ونسبة 25.9% كانت ما بين الخامسة والأربعين والرابعة والستين، ونسبة 14.1% كانت ضمن فئة الخامسة والستين عاماً فما فوق. وتوزع التركيب الجنسي للسكان بنسبة 46.6% ذكور و53.4% إناث.

## المناخ
يظهر الجدول التالي التغييرات المناخية على مدار السنة لويلسون:
| البيانات المناخية لـويلسون                | البيانات المناخية لـويلسون | البيانات المناخية لـويلسون | البيانات المناخية لـويلسون | البيانات المناخية لـويلسون | البيانات المناخية لـويلسون | البيانات المناخية لـويلسون | البيانات المناخية لـويلسون | البيانات المناخية لـويلسون | البيانات المناخية لـويلسون | البيانات المناخية لـويلسون | البيانات المناخية لـويلسون | البيانات المناخية لـويلسون | البيانات المناخية لـويلسون |
| الشهر                                     | يناير                      | فبراير                     | مارس                       | أبريل                      | مايو                       | يونيو                      | يوليو                      | أغسطس                      | سبتمبر                     | أكتوبر                     | نوفمبر                     | ديسمبر                     | المعدل السنوي              |
| ----------------------------------------- | -------------------------- | -------------------------- | -------------------------- | -------------------------- | -------------------------- | -------------------------- | -------------------------- | -------------------------- | -------------------------- | -------------------------- | -------------------------- | -------------------------- | -------------------------- |
| متوسط درجة الحرارة الكبرى °ف              | 51.4                       | 55                         | 63.1                       | 72.3                       | 79.7                       | 87.4                       | 90.3                       | 88.6                       | 82.9                       | 73.6                       | 64.7                       | 54.6                       | 72                         |
| متوسط درجة الحرارة الصغرى °ف              | 31.3                       | 33.5                       | 39.9                       | 48.2                       | 57                         | 66.4                       | 70.2                       | 68.8                       | 62.4                       | 50.2                       | 41.3                       | 34                         | 50.3                       |
| الهطول إنش                                | 3.76                       | 3.14                       | 4.23                       | 3.03                       | 4.06                       | 4.10                       | 5.37                       | 4.91                       | 5.02                       | 3.14                       | 2.99                       | 3.29                       | 47.04                      |
| متوسط تساقط الثلوج إنش                    | .7                         | .3                         | .3                         | 0                          | 0                          | 0                          | 0                          | 0                          | 0                          | 0                          | 0.0                        | 0.4                        | 1.7                        |
| متوسط درجة الحرارة الكبرى °م              | 10.8                       | 13                         | 17.3                       | 22.4                       | 26.5                       | 30.8                       | 32.4                       | 31.4                       | 28.3                       | 23.1                       | 18.2                       | 12.6                       | 22                         |
| متوسط درجة الحرارة الصغرى °م              | −0.4                       | 0.8                        | 4.4                        | 9.0                        | 14                         | 19.1                       | 21.2                       | 20.4                       | 16.9                       | 10.1                       | 5.2                        | 1                          | 10.2                       |
| الهطول مم                                 | 96                         | 80                         | 107                        | 77                         | 103                        | 104                        | 136                        | 125                        | 128                        | 80                         | 76                         | 84                         | 1٬195                      |
| متوسط تساقط الثلوج سم                     | 1.8                        | 0.76                       | 0.76                       | 0                          | 0                          | 0                          | 0                          | 0                          | 0                          | 0                          | 0.0                        | 1.0                        | 4.3                        |
| المصدر: xmACIS2 (Monthly Climate Normals) |                            |                            |                            |                            |                            |                            |                            |                            |                            |                            |                            |                            |                            |

## أعلام
- لي فيلدز
- ويليام هيسمير
- غلين باس
- فانس بيج
- ريد باريت
- جوني بيكوك
- باك نيوتن
- كوري توماس
- راي توماس
- أل إيفانز